# 烏沙科夫島

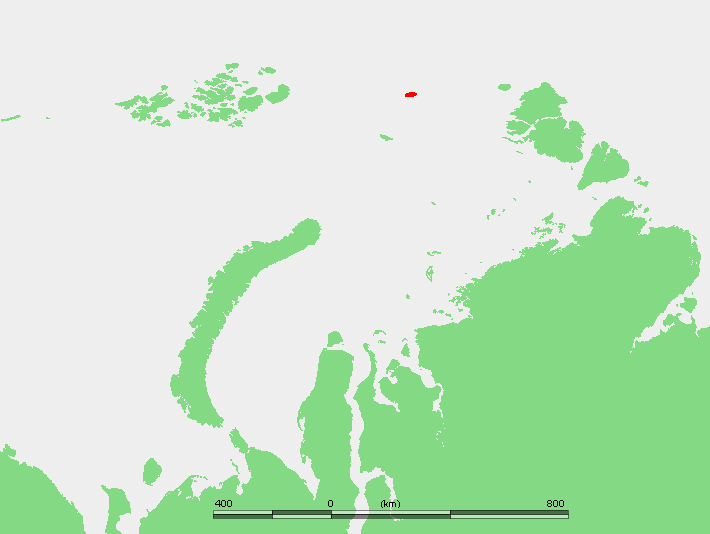
烏沙科夫島位置

烏沙科夫島是俄羅斯的島嶼，位於法蘭士約瑟夫地群島和北地群島之間的北冰洋，是喀拉海的北端，南面140公里有維澤島，面積328平方公里，45%土地被冰川覆蓋，最高點海拔294米。

## 外部連結
- - Arctic Glaciers; Ushakov Island （页面存档备份，存于）
- The route over the drifting ice of Kara Sea from Frantz-Josef Land Archipelago to Ushakov Island （页面存档备份，存于）

80°48′N 79°29′E / 80.800°N 79.483°E